# Хасан, Джошуа
Сэр Джошуа Абрахам Хассан (англ. Joshua Abraham Hassan, 21 августа 1915, Гибралтар, заморская территория Великобритании — 1 июля 1997, Гибралтар, заморская территория Великобритании) — государственный деятель Гибралтара, главный министр (1964—1969, 1972—1987).

## Биография
Родился в сефардской еврейской семье из Марокко. С 1939 г. проходил адвокатскую практику в Англии и Уэльсе. Во время Второй мировой войны служил наводчиком орудия в Гибралтаре.
- 1948 г. — президент Ассоциации содействия развитию гражданских прав в Гибралтаре (ААСR),
- 1945—1950 и 1953—1969 гг. — мэр Гибралтара,
- 1950—1964 гг. — член Исполнительного совета Гибралтара,
- 1964—1969 и 1972—1978 гг. — главный министр Гибралтара. Являлся последовательным противником ухода территории из под юрисдикции Британской короны и перехода под управления Испанией. В 1968 г. стал одним из членов Конституционного совещания, которое подготовила проект первой Конституции Гибралтара, вводившей полное внутреннее самоуправление.

В 1963 г. королева Елизавета II присвоила ему рыцарское звание.
Также являлся успешным адвокатом. Он основал Международную юридическую фирму, которая в настоящее время является крупнейшей в Гибралтаре.